# 파치지

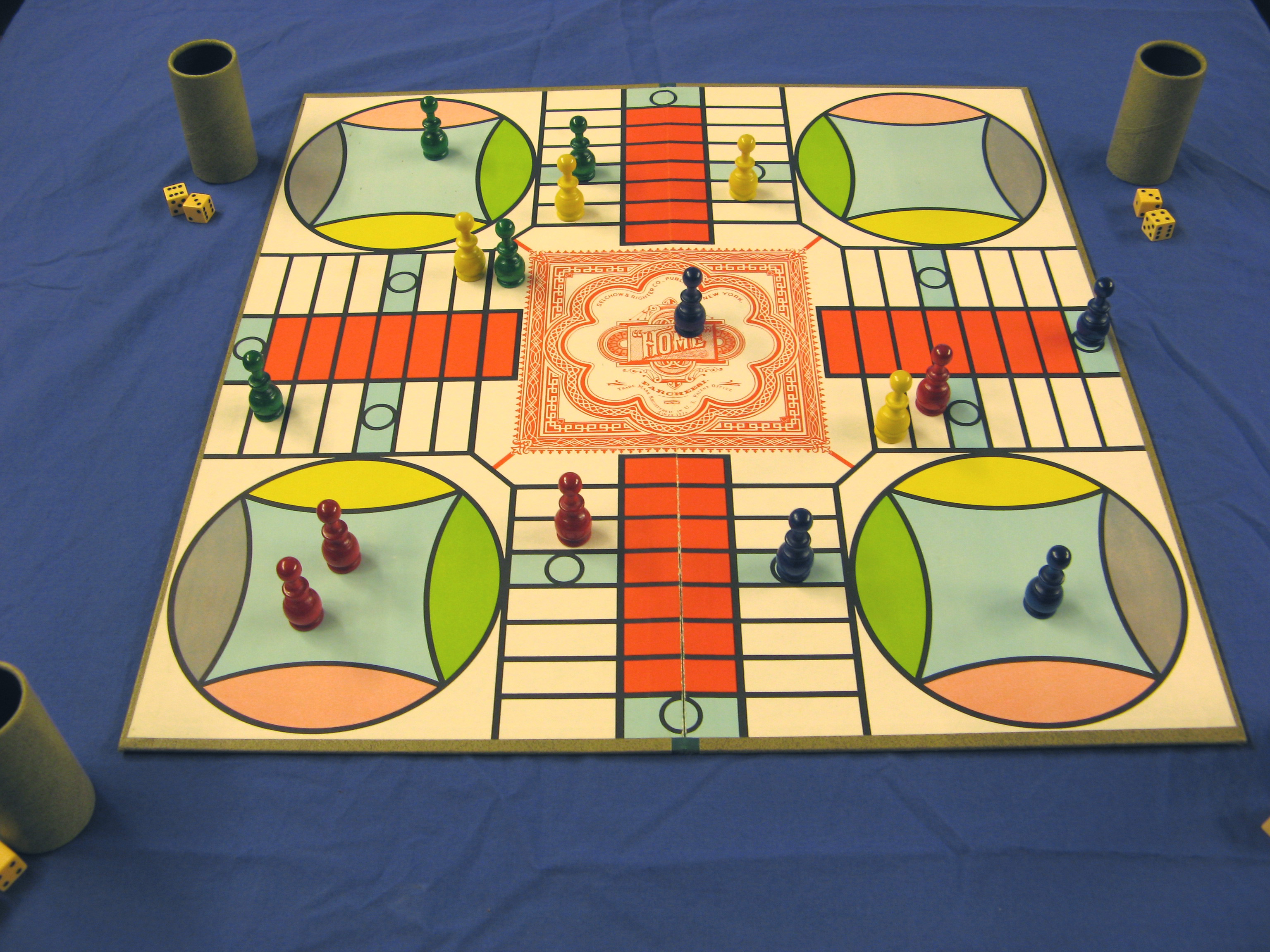
파치지 게임이 진행되는 모습

파치지(영어: Parcheesi)는 미국의 파크 브라더스와 위닝 무브스사에서 출시한 보드 게임이다. 인도의 보드 게임인 파치시(Pachisi)에서 유래했다. 16세기와 17세기 무굴 제국의 황제들은 그들의 파치시 정원에 내륙에서 나는 대리석으로 만든 대단히 정교한 파치시 보드를 조성해 두었다. 그들은 각각 다른 색상의 드레스를 입은 아름다운 하렘 걸 16명을 게임의 말로 이용했다. 게임을 하는 사람들은 약 1.2 미터 높이의 중앙 연단에 앉아서 주사위 대신 개오지 조개껍데기를 던졌다. 소녀들은 주사위를 던지면 그 결과에 따라 푸른 마당 안에서 움직였는데, 던져서 떨어진 각각의 조가비가 입을 벌리고 있는 수를 헤아려 앞으로 전진했다. 아그라 궁전에 있는 파치시 정원은 잘 보전되어 오늘날까지 전해지고 있다.
파치지 게임은 십자가 모양으로 펼쳐진 판에서 진행되었지만, 그 이전에도 말들이 규칙에 따라 십자가나 원 위에서 경주하는 형식의 게임이 많이 있었다. 한국의 윷놀이 판 트랙의 경우에는 원 안에 십자가가 들어간 모양이다. 윷놀이의 기원은 서기 300년, 즉 신라시대로 거슬러 올라간다. 아메리카 인디언들도 이와 유사한 여러 개의 게임들을 즐기고 있었다. 16세기 초 스페인 사람들은 아스텍의 귀족들이 십자가 모양의 트랙 2개가 있는 판에서 파톨리(patolli)를 하는 것을 보았다. 그들은 준보석으로 만든 게임 말을 사용했으며, 여러 개의 콩을 주사위 대용으로 사용했다.
빅토리아 시대에는 인도 왕족들의 게임인 파치시가 축소된 형태로 영국에 전해졌고, 19세기 후반에는 라틴어로 ‘I play’라는 의미를 가진 루도(Ludo)로 특허 등록한 게임이 탄생했다. 굽어진 좁은 길과 아이보리 색의 말이 파치시 정원과 하렘 소녀들을 대체했다. 한편, 미국에서는 셀초 앤 라이터(Selchow & Righter)사가 1874년에 파치지를 상표등록했다. 이 게임을 즐겨했던 유명 인사로는 제30대 미국 대통령 캘빈 쿨리지, 발명가 토머스 에디슨, 그리고 배우 클라라 보 등이 있다.
게임 말은 보드의 중앙으로 나아가는데, 그 중앙이 파치시 정원의 중앙에 높이 솟은 연단에 해당하는 공간인 홈(home)이다. 1952년 셀쵸 앤 라이터사는 십자말풀이 게임의 권리도 인수했다. 스크래블이라는 이 게임은 파치지가 시판되어 전 미국 판매량 3위를 차지하게 되자 사라져버렸다. 하지만, 그 어떤 게임도 ‘큰돈’을 놓고 벌이는 게임인 모노폴리의 인기를 당해 낼 수는 없었다.